# Filmfabriek Hollandia
La Filmfabriek Hollandia fut une société néerlandaise de production et de distribution de films créée par Maurits Binger et qui fut active entre 1912 et 1922. 

## Œuvres produites
Liste non exhaustive : 
- 1913 : Kat et Ket
- 1913 : L'Échelle vivante
- 1915 : L'Imposteur
- 1916 : Majoor Frans
- 1916 : La Renzoni
- 1918 : Amerikaansche meisjes
- 1922 : De jantjes